# 1984年の相撲
1984年の相撲（1984ねんのすもう）は、1984年の相撲関係のできごとについて述べる。

## アマチュア相撲
- 全日本相撲選手権大会で久嶋啓太（日大1年）が連覇を果たし、史上初の大学1年生アマチュア横綱となる。

## 大相撲

### できごと
- 1月、初場所14日目、当時の皇太子一家観戦。協会役員改選で理事長春日野を6選。新監事に中立。事業企画部設置、部長に二子山就任。
- 2月、間垣部屋が墨田区亀沢に落成。
- 3月、24代式守伊之助の停年退職のため、式守錦太夫が25代伊之助に。公傷力士の張出をやめる。元小結玉輝山引退、年寄北陣襲名。元前頭筆頭琴ヶ嶽引退、年寄白玉襲名。元26代木村庄之助死去、72歳。
- 4月、幕内格行司木村筆之助死去、60歳。新国技館上棟式。
- 5月、夏場所8日目に昭和天皇観戦。元関脇高見山引退、年寄東関襲名。元小結黒瀬川引退、年寄千賀ノ浦襲名。
- 6月、ハワイ巡業。元関脇羽黒花死去、48歳。武蔵川、藤島両親方が日中青年友好交流訪中団の一員として訪中。
- 8月、力士会「立合い研修会」が開かれ、両手をつくルールが守れない場合は負けもあることを明らかにした。
- 9月、秋場所8日目、昭和天皇観戦。秋場所千秋楽表彰式終了後、蔵前国技館お別れセレモニーが行われた。
- 10月、新国技館定礎式。蔵前国技館で閉館式。
- 11月、三保ヶ関（元大関増位山）停年、長男の小野川（元大関増位山）が継承。元小結播竜山引退、年寄小野川襲名。新国技館引き渡し式。

### 本場所
- 一月場所（蔵前国技館・8日～22日）
幕内最高優勝：隆の里俊英（13勝2敗,4回目）
　殊勲賞-大ノ国、敢闘賞-保志、技能賞-出羽の花
十両優勝：大錦一徹（12勝3敗）
- 三月場所（大阪府立体育館・11日～25日）
幕内最高優勝：若嶋津六夫（14勝1敗,1回目）
　殊勲賞-大ノ国、敢闘賞-大ノ国、技能賞-逆鉾
十両優勝：小錦八十吉（13勝2敗）
- 五月場所（蔵前国技館・6日～20日）
幕内最高優勝：北の湖敏満（15戦全勝,24回目）
　殊勲賞-逆鉾、敢闘賞-栃司
十両優勝：小錦八十吉（11勝4敗）
- 七月場所（愛知県体育館・1日～15日）
幕内最高優勝：若嶋津六夫（15戦全勝,2回目）
　殊勲賞-大乃国、敢闘賞-霧島、技能賞-逆鉾
十両優勝：北尾光司（12勝3敗）
- 九月場所（蔵前国技館・9日～23日）
幕内最高優勝：多賀竜昇司（13勝2敗,初）
　殊勲賞-小錦、敢闘賞-小錦、多賀竜、技能賞-多賀竜
十両優勝：栃赤城敬典（11勝4敗）
- 十一月場所（福岡国際センター・11日～25日）
幕内最高優勝：千代の富士貢（14勝1敗,10回目）
　殊勲賞-北尾、敢闘賞-旭富士、技能賞-保志
十両優勝：琴千歳幸征（11勝4敗）
- 年間最優秀力士賞（年間最多勝）：若嶋津六夫(71勝19敗)

## 誕生
- 1月9日 - 蒼国来栄吉（最高位：前頭2枚目、所属：荒汐部屋、年寄：荒汐）[1]
- 1月30日 - 琴奨菊和弘（最高位：大関、所属：佐渡ヶ嶽部屋、年寄：秀ノ山）[2]
- 1月31日 - 阿覧欧虎（最高位：関脇、所属：三保ヶ関部屋）[3]
- 2月4日 - 光龍忠晴（最高位：前頭11枚目、所属：花籠部屋）[4]
- 2月9日 - 松鳳山裕也（最高位：小結、所属：松ヶ根部屋→二所ノ関部屋→放駒部屋）[5]
- 2月24日 - 若荒雄匡也（最高位：小結、所属：阿武松部屋、年寄：不知火）[6]
- 4月5日 - 猛虎浪栄（最高位：前頭6枚目、所属：立浪部屋）[7]
- 4月14日 - 日馬富士公平（第70代横綱、所属：安治川部屋→伊勢ヶ濱部屋）[2]
- 4月21日 - 大翔湖友樹（最高位：十両10枚目、所属：追手風部屋）[8]
- 5月5日 - 丹蔵隆浩（最高位：十両6枚目、所属：阿武松部屋）[9]
- 5月8日 - 山本山龍太（最高位：前頭9枚目、所属：尾上部屋）[3]
- 5月13日 - 德真鵬元久（最高位：十両6枚目、所属：木瀬部屋→北の湖部屋→木瀬部屋）[10]
- 6月7日 - 将司昂親（最高位：前頭8枚目、所属：入間川部屋）[4]
- 6月16日 - 飛天龍貴信（最高位：十両13枚目、所属：立浪部屋）[11]
- 7月25日 - 保志光信一（最高位：十両筆頭、所属：八角部屋）[12]
- 8月16日 - 市原孝行（最高位：前頭13枚目、所属：木瀬部屋→北の湖部屋）[13]
- 9月28日 - 若乃島史也（最高位：十両7枚目、所属：放駒部屋→芝田山部屋）[14]
- 10月15日 - 天鎧鵬貴由輝（最高位：前頭8枚目、所属：尾上部屋、年寄：北陣）[15]
- 11月5日 - 把瑠都凱斗（最高位：大関、所属：三保ヶ関部屋→尾上部屋）[16]
- 11月5日 - 肥後ノ城政和（現役力士、所属：木瀬部屋→北の湖部屋→木瀬部屋）[17]
- 11月16日 - 豊響隆太（最高位：前頭2枚目、所属：境川部屋、年寄：山科）[18]
- 11月16日 - 玉鷲一朗（現役力士、所属：片男波部屋）[19]
- 12月25日 - 佐田の富士哲博（最高位：前頭2枚目、所属：中立部屋→境川部屋、年寄：振分）[20]

## 死去
- 3月3日 - 松前山熊義（最高位：前頭筆頭、所属：高嶋部屋、* 1909年【明治42年】）
- 3月18日 - 若乃洲敏弥（最高位：前頭5枚目、所属：花籠部屋、* 1941年【昭和16年】）[21]
- 3月27日 - 26代木村庄之助（元・立行司、所属：井筒部屋→君ヶ濱部屋、* 1912年【明治45年】）[22]
- 4月26日 - 木村筆之助（幕内格行司（現役没）、所属：伊勢ノ海部屋、* 1924年【大正13年】）
- 5月18日 - 5代式守勘太夫（元・三役格行司、所属：伊勢ノ海部屋→鏡山部屋→伊勢ヶ濱部屋、* 1901年【明治34年】）
- 6月3日 - 羽黒花統司（最高位：関脇、所属：立浪部屋、* 1936年【昭和11年】）[23]
- 7月1日 - 綾ノ浪俊一郎（最高位：前頭7枚目、所属：湊川部屋→追手風部屋→湊川部屋、* 1901年【明治34年】）[24]
- 11月6日 - 神雷龍之助（最高位：十両12枚目、所属：伊勢ヶ濱部屋→荒磯部屋、* 1926年【大正15年】）

## 作品
アーケードゲーム
- 『出世大相撲』（テクノスジャパン）
- 『大相撲』（データイースト）